# Joseph Charles de Perrien
Joseph-Charles-Auguste, comte de Perrien de Crenan (27 mars 1764, Rennes - 8 mars 1832, Hennebont), est un militaire et homme politique français.

## Biographie
Fils du comte Charles-Bonaventure de Perrien et de Bonne de Kerboudel, il suit la carrière des armes. Officier dans le régiment des Gardes françaises et chevalier de l'ordre de Saint-Louis sous l'Ancien Régime, il émigre en 1791 et fait campagne dans l'armée des princes.
Sous le Consulat, il rentre en France.
Le 22 août 1815, il est élu député du grand collège du Morbihan. À la Chambre, il siège au sein de la majorité ultra-royaliste. Il était également maire de Landévant et membre du Conseil général du Morbihan.
Marié à Agathe-Adélaïde d'Aux, fille du marquis René-Louis d'Aux et de Marie-Anne Godet de Châtillon, il est le père de Charles Louis de Perrien.

## Sources
- « Joseph Charles de Perrien », dans Adolphe Robert et Gaston Cougny, Dictionnaire des parlementaires français, Edgar Bourloton, 1889-1891 [détail de l’édition]